# Hagahuset, Göteborg

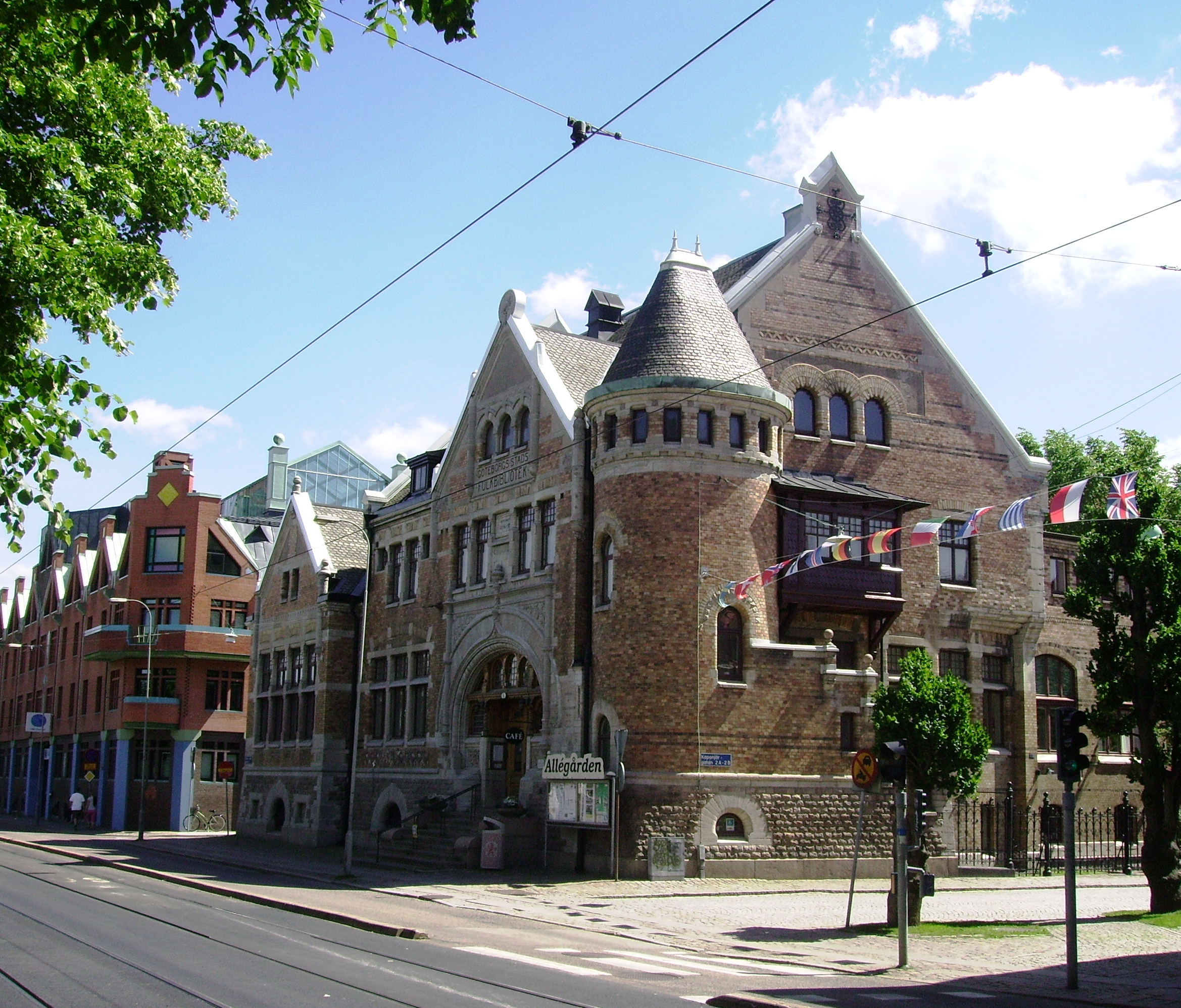
Hagahuset var ett allaktivitetshus som låg i Dicksonska folkbiblioteket på Södra Allégatan 4 i Göteborg.

Hagahuset var ett allaktivitetshus som öppnades 1970 och låg i Dicksonska folkbiblioteket på Södra Allégatan 4 i stadsdelen Haga i Göteborg. Mest känt är det för den ockupation som ägde rum 1972 i samband med att Hagahuset skulle stängas. Händelsen skildras i TV-serien Upp till kamp och i Nationalteaterns låt "Ta tillbaka Hagahuset".

## Ockupationen 1972
I början av 1970-talet ville kommunen stänga allaktivitetshuset Hagahuset. Beslutet bottnade bland annat i att polisen menade att det såldes knark i fastigheten. Ett första steg var att i augusti 1972 byta ut den dåvarande chefen Folke Edwards och istället tillsätta Vivi Nilsson som skulle börja sin tjänst i oktober. Under frånvaro av chef hölls Hagahuset stängt över sommaren och början av hösten 1972. Den 4 oktober återöppnarde verksamheten men personalen uttryckte kritik mot den nya chefen och efter bara tio dagar stängdes åter Hagahuset och personalen sades upp. Dagen därpå hölls ett möte om Hagahuset i Folkets Hus där det framfördes krav på att Hagahuset skulle återöppnas, att den nya chefen skulle få sparken och att personalen skulle återanställas med fasta anställningar istället för de tidigare tillfälliga. Under mötet beslutades även att huset skulle ockuperas under ett dygn.
Den 26 oktober hölls ett möte med 400 deltagare om Hagahuset mitt inne i det nyöppnade Östra Nordstan. På mötet bestämdes det att Nordstan skulle fungera som ett provisoriskt Hagahus vilket ledde till debatt i tidningarna om Nordstans funktion. 1 november hölls en demonstration utanför Börsen för Hagahuset återöppnande och den 4 november, klockan 18.15 påbörjades ockupationen av Hagahuset. Den 6 november släpptes fler ockupanter in i huset men efter det satte polisen upp kravallstaket och hindrade fler från att ta sig in.
Den 7 november utbröt våldsamma sammanstötningar mellan polis och sympatiserande demonstranter utanför Hagahuset. Detta ledde till att ockupationen avbröts. Den 23 november ockuperades Hagahuset igen. Två dagar senare stängde kommunen av el och vatten men aktivisterna lyckades sätta på elen igen. Den 27 november, klockan 14.45 stormade polisen Hagahuset och släpade ut ockupanterna. Även efter att ockupationen upphört avlöste stridigheter och demonstrationer varandra, även in på nästa år tills man erbjöds nya lokaler. Dessa lokaler blev tillgängliga 1974 och innebar starten för allaktivitetshuset Sprängkullen.